# Вольная борьба на летних Олимпийских играх 1920 — до 60 кг
Соревнования по вольной борьбе в рамках Олимпийских игр 1920 года в полулёгком весе (до 60 килограммов) прошли в Антверпене с 25 по 27 августа 1920 года в Зале торжеств Королевского зоологического общества. 
Схватка по регламенту турнира продолжалась один десятиминутный раунд, кроме финальных встреч, которые состояли из трёх раундов по 10 минут каждый. Схватка могла быть досрочно закончена чистой победой. 
Турнир проводился по системе с выбыванием после поражения. Проигравшие в полуфинале разыгрывали между собой третье место. Титул разыгрывался между 10 борцами. 
Вольная борьба в то время культивировалась в основном в США, и часто борцам из Европы нечего было противопоставить своим конкурентам. Так и получилось в этом весе: первое и второе место разыграли между собой американцы Чарльз Экерли и Сэмюэль Герсон. Третье место занял британец Филип Бернард, победив номинально представлявшего Британскую империю индийца Рандхира Шиндеса, который стал первым представителем Индии на соревнованиях по борьбе. 

## Призовые места
- Чарльз Экерли
- Сэмюэль Герсон
- Филип Бернард

## Турнир

### Первый круг
| Участник 1     | Результат | Участник 2     |
| -------------- | --------- | -------------- |
| Чарльз Экерли  | По очкам  | Янис Диалетис  |
| Сэмюэль Герсон | По очкам  | Каарло Мякинен |

### Четвертьфинал
| Участник 1     | Результат   | Участник 2     |
| -------------- | ----------- | -------------- |
| Чарльз Экерли  | Туше (9:40) | Даниэль Кайзер |
| Филип Бернард  | Туше (6:07) | Жан Харасс     |
| Сэмюэль Герсон | По очкам    | Жорж Барафо    |
| Рандхир Шиндес | По очкам    | Генри Инман    |

### Полуфинал
| Участник 1     | Результат | Участник 2     |
| -------------- | --------- | -------------- |
| Чарльз Экерли  | По очкам  | Филип Бернард  |
| Сэмюэль Герсон | По очкам  | Рандхир Шиндес |

### Финал
| Участник 1    | Результат | Участник 2     |
| ------------- | --------- | -------------- |
| Чарльз Экерли | По очкам  | Сэмюэль Герсон |

### Встреча за третье место
| Участник 1    | Результат   | Участник 2     |
| ------------- | ----------- | -------------- |
| Филип Бернард | Туше (0:19) | Рандхир Шиндес |